# Cyrtandra laciniata
Cyrtandra laciniata är en tvåhjärtbladig växtart som beskrevs av Margaret Clark Gillett. Cyrtandra laciniata ingår i släktet Cyrtandra och familjen Gesneriaceae. Inga underarter finns listade i Catalogue of Life.